# Convolvulus argyrothamnos
Convolvulus argyrothamnos ist eine Pflanzenart aus der Gattung der Winden (Convolvulus) in der Familie der Windengewächse (Convolvulaceae).

## Merkmale
Convolvulus argyrothamnos ist ein Zwergstrauch, der Wuchshöhen von 10 bis 80 Zentimeter erreicht. Die Pflanze ist dicht mit silberig-seidigen Haaren bedeckt und reich beblättert. Der Stängel ist holzig, bleibend und hängend-durchgebogen, die längsten Verzweigungen finden sich an der Spitze. Die Blätter haben keinen häutigen Grund. Der Blütenstand ist mehr oder weniger dicht. Die Krone ist weiß bis hellrosa. Der Kelch besitzt ausgebreitete Haare.
Die Blütezeit reicht von Juli bis August.

## Vorkommen
Convolvulus argyrothamnos ist auf Kreta in den Regionalbezirken Chania und Lasithi endemisch. Die Art wächst in exponierten Kalkfelsspalten in Höhenlagen von 150 bis 450 Meter.

## Belege
- Ralf Jahn, Peter Schönfelder: Exkursionsflora für Kreta. Mit Beiträgen von Alfred Mayer und Martin Scheuerer. Eugen Ulmer, Stuttgart (Hohenheim) 1995, ISBN 3-8001-3478-0.